# La Femme Nikita
La Femme Nikita foi uma série canadense de televisão, classificada como drama, baseada no filme francês original Nikita de Luc Besson. Foi co-produzida por Jay Firestone (Firestone Entertainment) e a Warner Bros., e criada para a televisão por Joel Surnow, que mais tarde escreveu a série de tv 24 com o colega, Robert Cochran, consultor executivo da série. A série estreou nos Estados Unidos em janeiro de 1997 e teve cinco temporadas até março de 2001. La Femme Nikita foi uma das séries mais vistas em suas duas primeiras temporadas e foi distribuída internacionalmente. A partir de 2010, um remake da série começou a ser exibido pela emissora americana CW. O nome do remake é Nikita.
A série, conhecida em Portugal como "A História de Nikita", foi exibida pela RTP e mais recentemente, em 2007, no canal FX.

## A série de TV e o filme original
No filme original de Luc Besson (e no remake americano "A assassina", também lançado pela Warner Bros.), Nikita é uma viciada em drogas deliquente juvenil que é acusada de matar um policial à sangue-frio durante uma tentativa de roubo a uma loja de conveniência. Ela é presa e sentenciada a prisão perpétua. Então, é recrutada por uma organização secreta governamental e transformada em uma assassina altamente treinada para matar quem a organização ordena. Ela morre na prisão e não existe mais como pessoa.
A série difere do filme em um aspecto fundamental: Nikita (Peta Wilson) é inocente. Ela não é uma homicida nem usuária de drogas, somente uma jovem garota sem-teto no lugar errado, na hora errada. Seção Um — a elite das organizações ultra-secretas antiterroristas que não é afiliada a nenhum governo em específico — falsamente acredita que Nikita é uma assassina, a leva e a transforma em uma agente letal. Sob ameaça de ser morta (ou "cancelada") se falhar em uma missão, ela é forçada a seguir as regras da organização no combate ao terrorismo, enquanto tenta manter a sua integridade moral e sua alma intacta. Este conflito pessoal torna-se o conflito primário da série.
Enquanto isso, Nikita se envolve num secreto e arriscado romance com o seu treinador/mentor, o misterioso Michael Samuelle (Roy Dupuis), que se torna outra fonte de conflito e um dos relacionamentos mais significativos da série. Pouco antes do final da série, Nikita descobre a verdade do por quê ela foi recrutada para a Seção Um.

### Elenco principal

#### Nikita (Peta Wilson)
Injustamente acusada de assassinar um policial, Nikita é sentenciada a prisão perpétua. Logo após, ela é recrutada para a Seção Um, onde a organização simula o seu suicídio. Como a única recruta inocente na Seção, sua compaixão e simpatia estão em constante conflito com as ordens que recebe. Depois de passar dois anos sendo treinada por Michael, Nikita aprendeu a usar sua beleza como uma arma e se tornou uma especialista em artes marciais e tática. Sua relutância em assassinar pessoas, sejam inocentes ou não, faz com que ela use e abuse de meios criativos para evitar puxar o gatilho em suas missões. Curiosamente, acaba se tornando mais eficiente ao adotar esse método. Ela usa uma série de habilidades para matar, apesar de suas reservas morais, mas consegue manter sua humanidade enquanto trabalha para a organização. Eventualmente, ela e Michael começam um envolvimento amoroso, um envolvimento que ameaça não só suas posições na Seção Um, como também suas próprias vidas. O relacionamento deles é visto como uma ameaça por Operações e Madeline, e eles usam um método de lavagem cerebral em Nikita para livrá-la de todas as emoções. Michael consegue diminuir os estragos da lavagem cerebral. Contudo, mesmo assim, o desempenho de Nikita passa a ter um tom mais profissional. Na 5ª temporada, Nikita sofre as consequências do programa de lavagem cerebral e, finalmente, descobre o verdadeiro motivo de estar na Seção Um: ela foi recrutada pelo Sr. Jones, seu pai, o chefe do Centro, a organização que controla Seção Um. Seu plano e sonho de sua vida era ver Nikita chefe da Seção Um.

#### Michael (Roy Dupuis)

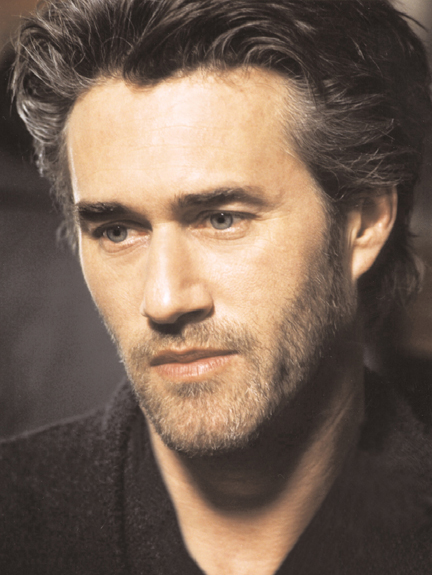
Roy Dupuis

- Elenco principal: Temporadas 1 a 4
- Participação especial: 5ª temporada

Frequentemente desprovido de emoções, eficiente e frio, Michael Samuelle foi um universitário e ativista radical, antigo membro de uma organização terrorista estudantil "L'heure Sanguine", cujo tumultuado protesto feito em Paris provocou a sua prisão em 1984. Pouco tempo depois de ser preso, ele é recrutado pela Seção Um e torna-se um dos seus mais bem sucedidos e respeitados líderes. Poucos anos mais tarde, no entanto, sua esposa, Simone - também uma agente da Seção Um, cujo casamento não agradou a Operações e Madeline - é dada como morta em uma missão. Contudo, a descoberta, na primeira temporada, de que ela ainda estava viva e era cativa de uma organização terrorista o deixa cheio de esperanças. Porém, Simone sacrifica-se para punir o seu algoz e salva Michael e Nikita da morte quase certa, o que o abala profundamente, o que aumenta a sua insensibilidade e frieza, tornando-o quase um autômato. É com a recém-chegada Nikita que ele começa a abrir-se emocionalmente mais uma vez. Porém, ele é obrigado a casar-se novamente, agora com a inocente filha do temível terrorista Salla Vacek, como parte de uma missão secreta da Seção Um, visando capturá-lo. É difícil esconder esse relacionamento de Nikita, mas, mais ainda, ter que se afastar dela. Seu único filho, Adam, é produto dessa união e seus instintos protetores de pai tem um forte impacto sobre a sua relação com a organização.

#### Operations (Eugene Robert Glazer)
Um veterano da Guerra do Vietnã, Paul L. Wolfe foi recrutado pela Seção Um contra a sua vontade, pouco antes da queda do cerco a Saigon.Um homem sagaz e controlado, Operações eventualmente substituiu a fundadora e chefa da Seção Um, Adrian, tomando o controle da organização. Embora dedicado aos objetivos da Secção - erradicação do terrorismo e proteção dos inocentes - Operações usa Secção Um como seu próprio poder de base, ganhando considerável controle sobre ditadores em muitas regiões do globo. Este desejo por poder leva-o em conflito direto com George, chefe de Supervisão, que despreza-o. Adrian volta de sua aposentadoria forçada para elaborar um plano contra a pretensa tentativa de Operações de controlar o mundo. Ele também desconfia de Nikita e tenta matá-la em várias ocasiões, mas, relutante, é obrigado a aceitá-la por causa do seu sucesso em cumprir missões da Seção Um. O mesmo acontece com relação a Michael, quando ele descobre o envolvimento amoroso dele com Nikita. Ele e Madeline formam uma parceria eficaz - incluindo um breve romance - mas os seus dias como chefe da Seção Um estão contados.

#### Madeline (Alberta Watson)
- Elenco principal: Temporadas 1 a 4
- Participação especial: 5ª temporada

Como líder estrategista da Seção Um, Madeline é a agente mais próxima de Operações e sua confidente. Ela pesonifica o ideal almejado da Seção: é fria e eficiente na execução das suas funções, o que muitas vezes envolvem tortura para extrair informações de terroristas capturados. Especialista em manipular as pessoas, ela conhece o psique de cada agente da Seção e pode usar isso para obter o que quer de todos os agentes. Isto a coloca em constante conflito com Nikita, cujo espírito independente ela admira, mas que no geral, é visto como uma ameaça ao seu controle dentro da organização. Madeline usa uma diretiva tipo um contra o relacionamento amoroso entre Michael e Nikita por temer as consequências imprevisíveis desse romance, e que vai obrigá-la a fazer uma escolha fatídica que terá repercussões importantes sobre o futuro da Seção Um.

#### Seymour Birkoff/Jason Crawford (Matthew Ferguson)
- Elenco principal: Temporadas 1 a 4
- Participação especial: 5ª temporada

Seymour Birkoff é um gênio que mora na Seção Um, cujas habilidades de hacker são lendárias, e que, como o chefe da Comissão, supervisiona a Seção em missões em andamento. Ele e Walter são amigos íntimos, não obstante a sua grande diferença de idade. Nutre uma paixão unilateral por Nikita. Algum tempo depois, ele descobre ter um irmão gêmeo, ambos nascidos de agentes da Seção. Os rapazes passaram a ser objeto de uma experimentação da Seção, no qual um foi mantido dentro da Seção Um (Birkoff), enquanto seu irmão, Jason foi adotado pela família Crawford fora da organização. A saída e permanencia de um e outro foi decidida no 'cara e coroa' feito por Walter, e quando Birkoff descobre, o fato abala o seu relacionamento com o amigo. Birkoff, obcecado em sair da Seção Um cria um programa para tomar seu lugar inteligência artificial, como substituto eventual. Infelizmente, o A.I. torna-se auto-suficiente e Birkoff é forçado a tomar uma decisão que irá mudar a face da Seção Um para sempre.

#### Walter (Don Francks)
O mais velho agente vivo na Seção Um, Walter é chefe de Munições, responsável pela criação de novos gadgets e controlador do estoque de armas e instrumentos para os agentes da Seção. Embora inicialmente sexualmente atraído por Nikita a quando da sua chegada, ele se torna, em última instância, seu fiel amigo e confidente, esforçando-se para ajudar Michael e Nikita a esconder o seu envolvimento amoroso. Seu breve casamento, e a perda de Belinda, uma agente em "espera de cancelamento" (agente que está na fila para ser morta pela Seção Um), é mais do que uma motivação para se dispor a fazer tudo o que puder para combater o que ele identifica como crueldade de Operações. No entanto, Operações sempre perdoa e evita que Walter seja cancelado, provavelmente por causa de um relacionamento de longa data que começou no Vietnã e pode ter incluído um período em que Walter foi seu treinador Seção, por respeito ao mais velho da Seção Um, embora isso seja apenas especulação.

#### Quinn (Cindy Dolenc)
- Elenco principal: 5ª temporada
- Aparições: 4ª temporada

Katherine "Kate" Quinn é a substituta de Seymour Birkoff como chefe da Comissão, e é nitidamente diferente do seu antecessor. Arrogante, mordaz e desconfiada de todos os homens, ela, no entanto, é fria diante do perigo e manipula o seu superior hierárquico, Operações, quando necessário. Forçada a trabalhar ao lado do recém recrutado Jason Crawford, ela compartilha uma série de diálogos engraçados com ele, quando passa a ser o foco de seu interesse amoroso. No entanto, ela mira em Operações, e pretende ser a mulher ao seu lado no comando da Seção Um, o que ocasionará muitos conflitos com Madeline, a então ocupante de tal posto. Mais tarde ele descobre que a sua lealdade é com uma autoridade ainda maior.

### Participações especiais recorrentes
Atores que apareceram em três episódios ou mais
- Carlo Rota como Mick Schtoppel (Temporadas 1 a 4) / "Mr. Jones" (Temporadas 4 a 5 ) / Reginald "Martin" Henderson (Temporada 5)
- Lindsay Collins como "Devo" One aka Elizabeth (Temporadas 1 a 5)
- Josh Holliday como "Devo" Two aka Henry (Temporadas 3 a 5) (Nas temporadas 1 e 2, "Devo" Two foi interpretado por vários outros)
- Anais Granofsky como Carla (Temporadas 1 e 2)
- Bruce Payne como Jurgen (Temporada 2)
- Siân Phillips como Adrian (Temporadas 2 a 4)
- David Hemblen como George (Temporadas 3 e 4)
- Lawrence Bayne como Davenport (Temporadas 3 e 4)
- Kris Lemche como Greg Hillinger (Temporadas 2 e 4)
- Stephen Shellen como Marco O'Brien (Temporadas 1 e 5)
- Samia Shoaib como Elena (Temporadas 3 e 4)
- Evan Caravela como Adam (Temporadas 3 a 5)
- Edward Woodward como Mr. Jones aka Philip, codinome 'Flavius' (temporada 5)
- Kassandra Marr como espiã Kiria(temporada 5)

## Merchandising

### Lançamento do DVD
O DVD box tem como título internacional, La Femme Nikita.
Como vemos abaixo, todas as caixas dos DVD's traz em sua capa a imagem de Peta Wilson sozinha, embora o restante do elenco de La femme nikita seja destaque no interior da caixa. Somente as capas da primeira e quinta temporadas trazem imagens de Peta Wilson tiradas das fotografias promocionais para uso em campanhas publicitárias durante essas épocas. A caixa de DVD da segunda e terceira temporadas, mais uma vez, traz imagens de fotografias promocionais que foram usadas durante a primeira temporada, enquanto que a imagem de capa do dvd da quarta temporada traz uma fotografia promocional da segunda temporada.
|           | \| Temporada \| Temporada \| Episódios \| Transmissão original \| Data de lançamento \| Data de lançamento \| Data de lançamento \| \| Temporada \| Temporada \| Episódios \| Transmissão original \| Região 1 \| Região 2 \| Região 4 \| \| --------- \| --------- \| --------- \| -------------------- \| ------------------ \| ------------------ \| ------------------ \| \| \| 1 \| 22 \| 1997 \| 8 de julho 2003 \| 24 de outubro 2008 \| 1º de março 2007 \| \| \| \| \| \| \| \| \| \| \| 2 \| 22 \| 1998 \| 15 de março 2005 \| N/A \| N/A \| \| \| \| \| \| \| \| \| \| \| 3 \| 22 \| 1999 \| 28 de Junho 2005 \| N/A \| N/A \| \| \| \| \| \| \| \| \| \| \| 4 \| 22 \| 2000 \| 25 de julho 2006 \| N/A \| N/A \| \| \| \| \| \| \| \| \| \| \| 5 \| 8 \| 2001 \| 17 de outubro 2006 \| N/A \| N/A \| \| \| \| \| \| \| \| \| |           |                      |                    |                    |                    |
| Temporada | Temporada | Episódios | Transmissão original | Data de lançamento | Data de lançamento | Data de lançamento |
| Temporada | Temporada | Episódios | Transmissão original | Região 1           | Região 2           | Região 4           |
|           | 1 | 22        | 1997                 | 8 de julho 2003    | 24 de outubro 2008 | 1º de março 2007   |
|           | |           |                      |                    |                    |                    |
|           | 2 | 22        | 1998                 | 15 de março 2005   | N/A                | N/A                |
|           | |           |                      |                    |                    |                    |
|           | 3 | 22        | 1999                 | 28 de Junho 2005   | N/A                | N/A                |
|           | |           |                      |                    |                    |                    |
|           | 4 | 22        | 2000                 | 25 de julho 2006   | N/A                | N/A                |
|           | |           |                      |                    |                    |                    |
|           | 5 | 8         | 2001                 | 17 de outubro 2006 | N/A                | N/A                |
|           | |           |                      |                    |                    |                    |

- A segunda temporada estava prevista para ser lançada em 20 de julho de 2004, mas a Warner Bros. não conseguiu a licença para a música "Loaded Gun" de Hednoize, tocada no episódio "Off Profile." (Alguns sites tem reclamado que a música em questão seria do Garbage, mas não é verdade.) Isso foi finalmente resolvido substituindo a música por outro trecho da música. Um pequeno número da segunda temporada foi distribuído e vendido em 2004 com "Loaded Gun" antes de ter sido retirado das prateleiras das lojas e site de vendas pela internet, e estas caixas de dvd são consideradas objeto de coleção.[1]

### Trilha sonora
Oficialmente trilha sonora, foi lançado em junho de 1998, ainda está disponível em CD, no exterior, pela TVT Records. Contém a canção-tema do compositor Mark Snow, assim como inúmeras músicas tocadas durante a primeira e segunda temporadas da série de artistas como Depeche Mode e Afro Celt Sound System.